# Takamaka
Takamaka is een van de administratieve districten van de Seychellen. Het is zo genoemd voor de Takamakabomen die er voorkomen en beslaat de zuidelijke punt van het eiland Mahé, het hoofdeiland van de eilandnatie de Seychellen. Met een oppervlakte van zo'n veertien vierkante kilometer is Takamake een van de grotere districten op het eiland. Bij de volkstelling van 2002 werden bijna 2600 inwoners geteld in het district. Economisch is het district voornamelijk afhankelijk van de landbouw en visserij en van het toerisme.

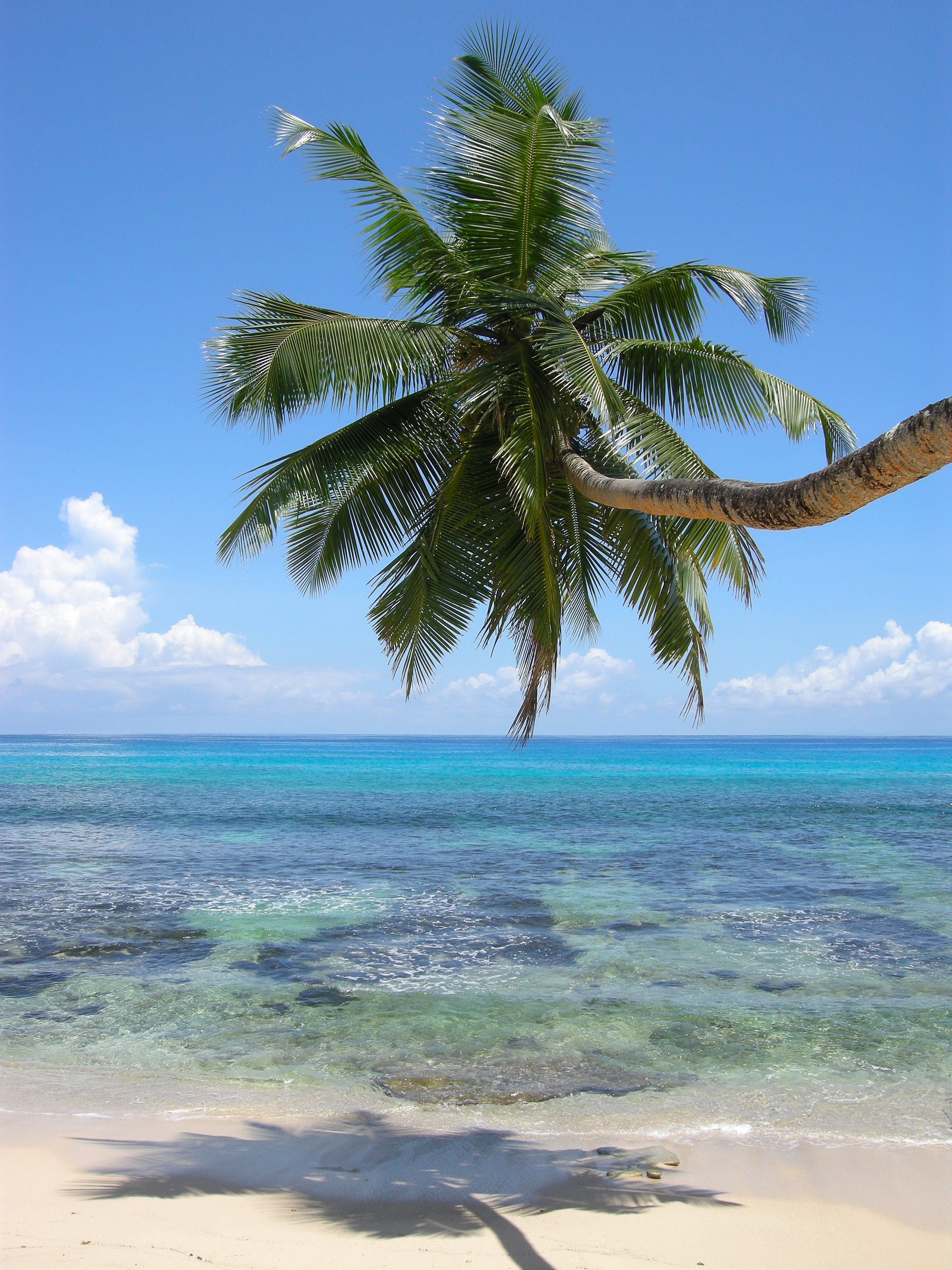
Een strand in het district Takamaka